# Немецкий национализм
Неме́цкий национали́зм (нем. Deutscher Nationalismus) — этот термин охватывает целый ряд национализмов, которые произошли от зародившегося около 1770 года чувства этнического единства немцев. Его относят к этническим, то есть «народным» национализмам.

## Ранний национализм
Историк Вольфганг Хардтвиг описывает ранний немецкий национализм, развитие которого началось около 1495 года (имперская реформа) и продолжалось до революции 1848 года. Он делит его на три этапа. На первом этапе, который длился с начала раннего Нового времени до 1760-х годов, национализм поддерживался лишь крошечными, хотя и растущими, элитами, но уже приобрел организационные формы, которые можно отнести к «современному» типу ассоциативным союзам добровольцев. Хардтвиг описывает национализм этого этапа как «дополитический», поскольку принадлежность к нации мыслилась не в связи с правами на участие в политической жизни, а скорее как «свойства, характерные всем немцам». В мышлении того времени создание немецкого национального государства не играло никакой роли. Однако связь немецкой нации со Священной Римской империей воспринималась как нечто само собой разумеющееся и неразрывное. Хардтвиг предполагает, что второй этап начался после Семилетней войны и продолжался до наполеоновских войн (около 1810 года); третий этап длился до революции 1848 года.
Развитие настоящего немецкого национализма в современном понимании началась около 1770 года. Историк Ганс-Ульрих Велер описал «предшествующие явления» немецкого национализма в 1770—1780-х годах, в том числе «дебаты о немецкой национальной литературе, немецком национальном театре, культивировании немецкого национального языка», а также культ личности Фридриха Великого, имевший «протонационные черты». Национализм этого этапа был прежде всего языковым и культурным национализмом, отразившемся среди прочего в тезисе о «чистоте» немецкого языка и его превосходстве над романскими языками, который отстаивали Иоганн Готфрид Гердер и Иоганн Готлиб Фихте.

## Освободительный или объединительный национализм
Возникновение «в строгом смысле этого слова современного немецкого национализма» Велер описал как реакцию на «фундаментальные потрясения» Великой французской революции и последующих коалиционных войн (1789–1815). Он резко отличается от «донационального, ландшафтного чувства принадлежности» ранних этапов (хотя и это чувство ещё сохранялось).
С самого начала этот немецкий национализм характеризовался дуализмом участия и агрессии (Дитер Лангевише): с одной стороны, он пропагандировал инклюзивность и равенство всех немцев, с другой стороны, он призывал к территориальной экспансии Германии и культивировал образ врага в лице других народов. Примером может служить творчество Эрнста Морица Арндта в начале XIX века. Многие революционеры 1848 года выступали за великогерманское решение проблемы вплоть до создания великой державы или достижения мирового господства, что в конце XIX века поддерживали социальные либералы, такие как Фридрих Науман, и социал-демократы, такие как Фердинанд Лассаль.
Однако до основания Германской империи в 1871 году доминировал национально-освободительный элемент. На этом этапе немецкое национальное движение было тесно связано с либерализмом. Его левое крыло стремилось к национальной демократии: на смену территориальной раздробленности, которая воспринималась как анахроничная и реакционная, должно было прийти либеральное национальное государство с равными гражданами.
Поражение Пруссии в битве при Йене в 1806 году стало ударом для немецких патриотов. Учитель Фридрих Людвиг Ян собрал вокруг себя группу молодых националистов, по большей части студентов, которые, как и он, мечтали отомстить французам. Он создал гимнастическое общество с целью физической закалки будущих бойцов за освобождение отечества, призывал избавиться от французского (равно как и любого другого иноземного) культурного влияния. Ему приписывается следующее высказывание: «Несчастье Германии — аристократы, попы, евреи, французы и поляки».

## Имперский национализм
После основания Германской империи в 1871 году немецкий национализм преимущественно принял характер политической и социально-консервативной, зачастую антилиберальной, оборонительной идеологии. Помимо защиты достигнутого статус-кво, он также был связан с экспансионистскими устремлениями. Агрессивный элемент национализма усилился с 1870 года (после взятия германской армией Парижа). Этот «имперский национализм» – в отличие от либерального «объединительного национализма», направленного против княжеского правления, – прославлял императора (кайзера), военных, а также харизматичного, хотя и консервативного, «основателя империи» Отто фон Бисмарка. В ходе культурной войны против католической церкви и законов социалистов этот немецкий имперский национализм также приобрёл элемент ксенофобии: католиков и социал-демократов называли «врагами империи», чья лояльность к ультрамонтанскому церковному руководству, партии и классу была выше, чем к нации. С другой стороны, протестантский образованный и богатый гражданин рассматривался как образцовый тип национально мыслящего немца.

## Этнический национализм
Ещё более радикальная идея ксенофобии легла в основу зарождавшегося расового антисемитизма, который не только отрицал немецких евреев в их «немецкости», но даже объявлял их своими противниками. Здесь имперский национализм сочетался с идеей «очищенной нации». Из антисемитских партий, основанных в 1878 году, он распространился на консервативный и национально-либеральный лагеря, а также на академическую среду. С позднего периода правления Бисмарка (середина 1880-х годов) до Первой мировой войны немецкий национализм становился всё более радикальным — развитие, которое также можно параллельно наблюдать в других западных национальных государствах этого этапа.
Вопреки провозглашенной Бисмарком «насыщенности» Германской империи вновь возник германский вопрос, и раздавались призывы к «завершению основания империи» путём включения в неё Австрии и территорий с немецким населением в Восточной и Юго-Восточной Европе. Радикальные расистские и антисемитские течения немецкого национализма конца XIX — начала XX веков можно охарактеризовать как «народное движение». В это время в немецком национальном движении в Австро-Венгрии также существовало радикальное националистическое и антисемитское крыло, представленное пангерманской организацией, основанной Георгом фон Шёнерером.

## Идеология национал-социализма
Национал-социализм представлял собой крайнюю форму политического этнического национализма. Нацисты утверждали, что Германия должна расширить свои границы, чтобы охватить всю территорию проживания немцев (фольскдойче). При этом нацистская теория далеко выходила за рамки национализма, будучи построенной на расистских принципах и преследовавшей цель в конечном итоге не национального государства, а всемирного господства «высшей расы». Из-за разрушительных последствий Второй мировой войны федеральный канцлер Федеративной Республики Германии Конрад Аденауэр, как и другие ведущие политические лидеры Европы, сознательно взял курс на европейскую интеграцию как инструмент преодоления национализма. В одной из своих речей 1946 года Аденауэр назвал романтизацию нации причиной катастрофы, а в 1953 году он сказал: «Если бы кто-то настаивал на сохранении традиционных понятий национализма в современном мире, это означало бы отказ от Европы».

## Немецкие националистические партии и движения
- Национал-социалистическая немецкая рабочая партия : годы существования : 1925 (1919) — 1945 гг.
- Альтернатива для Германии : годы существования : 2013 — н.в.
- Национал-демократическая партия Германии : годы существования : 1964 — н.в.
- Третий путь : годы существования : 2013 — н.в.
- Движение рейхсбюргеров

## Основные идеи немецкого национализма
- Существование немецкой нации.
- Суверенное право немецкой нации на самоопределение.
- Первичность немецкой нации в государствообразующем процессе.
- Немецкая национальная самоидентификация.
- Немецкая солидарность.
- Немецкая нация как высшая ценность.